# Werneria
A Werneria a kétéltűek (Amphibia) osztályába, a békák (Anura) rendjébe és a varangyfélék (Bufonidae) családjába tartozó nem.

## Előfordulása
A nembe tartozó fajok Togóban és Kamerunban honosak.

## Rendszerezés
A nembe az alábbi fajok tartoznak:
- Werneria bambutensis (Amiet, 1972)
- Werneria iboundji Rödel, Schmitz, Pauwels & Böhme, 2004
- Werneria mertensiana Amiet, 1976
- Werneria preussi (Matschie, 1893)
- Werneria submontana Rödel, Schmitz, Pauwels & Böhme, 2004
- Werneria tandyi (Amiet, 1972)